# 藤原秀雄
藤原 秀雄（ふじわら の ひでお、生没年不詳）は、平安時代初期から前期にかけての貴族。藤原南家、筑後守・藤原清岳の孫。従五位下・藤原八釣の子。官位は従五位下・典薬頭。

## 経歴
仁明朝の承和13年（846年）従五位下に叙爵し、承和15年（848年）大監物に任官する。のち、仁寿3年（853年）河内守に任ぜられると、貞観3年（861年）にも再任されるなど、文徳朝から清和朝初期にかけて河内守を務めた。
貞観5年（863年）典薬頭に遷り、貞観10年（868年）従五位上に至る。また、時期は不明ながら紀伊守を務めた。

## 官歴
『六国史』による。
- 時期不詳：正六位上
- 承和13年（846年） 正月7日：従五位下
- 承和15年（848年） 7月5日：大監物
- 仁寿3年（853年） 正月16日：河内守
- 貞観3年（861年） 正月13日：河内守
- 貞観5年（863年） 4月21日：典薬頭
- 貞観10年（868年） 正月7日：従五位上
- 時期不詳：紀伊守[1]